# Kalejdoskop (album Roberta Gawlińskiego)
Kalejdoskop – piąty solowy album Roberta Gawlińskiego, wydany w 2010 roku nakładem wytwórni Pomaton EMI. Płyta dotarła do 11. miejsca na liście OLiS w Polsce.
W lipcu 2010 roku pochodząca z płyty kompozycja "Grzesznicy" została nominowana do nagrody Superjedynki w kategorii "Przebój Roku".

## Lista utworów
źródło:.
1. Grey – 3:08
2. Grey (coda) – 4:04
3. Porywisty wiatr – 3:43
4. Tuareg – 3:41
5. W cieniu ciszy – 3:47
6. Natura zła – 3:34
7. Kalejdoskop bardo – 3:36
8. Anioł Miriam – 3:24
9. Basquiat – 2:17
10. Księga zdarzeń – 3:22
11. Grzesznicy – 3:19
12. Grzesznicy (coda) – 11:59

## Twórcy
źródło:.
- Robert Gawliński – śpiew, gitara
- Maciej Gładysz – gitara elektryczna, gitara akustyczna, banjo
- Michał Marecki – Organy Hammonda, fortepian, Fender Rhodes, stylofon, akordeon, syntezatory
- Leszek Biolik – gitara basowa, gitara klasyczna, śpiew
- Andrzej Rajski – perkusja

oraz
- Magdalena Koronka – skrzypce, skrzypce elektryczne
- Anna Kośmieja – skrzypce
- Katarzyna Bocheńska – altówka
- Maciej Kamrowski – wiolonczela
- Dariusz Plichta – puzon
- Jakub Waszczeniuk – trąbka, skrzydłówka
- Łukasz Lach – gitara elektryczna (utwory 3 i 4)